# Wimbledon Championships 1989
Die 103. Wimbledon Championships fanden vom 26. Juni bis zum 9. Juli 1989 in London, Großbritannien statt. Ausrichter war der All England Lawn Tennis and Croquet Club.

## Herreneinzel

### Setzliste
| Nr. | Spieler        | Erreichte Runde |
| --- | -------------- | --------------- |
| 01. | Ivan Lendl     | Halbfinale      |
| 02. | Stefan Edberg  | Finale          |
| 03. | Boris Becker   | Sieg            |
| 04. | Mats Wilander  | Viertelfinale   |
| 05. | John McEnroe   | Halbfinale      |
| 06. | Jakob Hlasek   | 1. Runde        |
| 07. | Miloslav Mečíř | 3. Runde        |
| 08. | Tim Mayotte    | Viertelfinale   |

| Nr. | Spieler            | Erreichte Runde |
| --- | ------------------ | --------------- |
| 09. | Michael Chang      | Achtelfinale    |
| 10. | Jimmy Connors      | 2. Runde        |
| 11. | Brad Gilbert       | 1. Runde        |
| 12. | Kevin Curren       | 3. Runde        |
| 13. | Aaron Krickstein   | Achtelfinale    |
| 14. | Andrei Tschesnokow | 1. Runde        |
| 15. | Mikael Pernfors    | 2. Runde        |
| 16. | Amos Mansdorf      | Achtelfinale    |

## Dameneinzel

### Setzliste
| Nr. | Spielerin               | Erreichte Runde |
| --- | ----------------------- | --------------- |
| 01. | Steffi Graf             | Sieg            |
| 02. | Martina Navratilova     | Finale          |
| 03. | Gabriela Sabatini       | 2. Runde        |
| 04. | Chris Evert             | Halbfinale      |
| 05. | Zina Garrison           | 2. Runde        |
| 06. | Helena Suková           | Achtelfinale    |
| 07. | Arantxa Sánchez Vicario | Viertelfinale   |
| 08. | Pam Shriver             | 3. Runde        |

| Nr. | Spielerin          | Erreichte Runde |
| --- | ------------------ | --------------- |
| 09. | Natallja Swerawa   | 3. Runde        |
| 10. | Jana Novotná       | Achtelfinale    |
| 11. | Monica Seles       | Achtelfinale    |
| 12. | Mary Joe Fernández | Achtelfinale    |
| 13. | Helen Kelesi       | 1. Runde        |
| 14. | Hana Mandlíková    | Achtelfinale    |
| 15. | Lori McNeil        | Achtelfinale    |
| 16. | Susan Sloane       | 2. Runde        |

## Herrendoppel

### Setzliste
| Nr. | Paarung                            | Erreichte Runde |
| --- | ---------------------------------- | --------------- |
| 01. | Rick Leach Jim Pugh                | Finale          |
| 02. | Ken Flach Robert Seguso            | Halbfinale      |
| 03. | John Fitzgerald Anders Järryd      | Sieg            |
| 04. | Jim Grabb Patrick McEnroe          | Achtelfinale    |
| 05. | Jakob Hlasek John McEnroe          | Achtelfinale    |
| 06. | Paul Annacone Christo van Rensburg | 1. Runde        |
| 07. | Kevin Curren David Pate            | Achtelfinale    |
| 08. | Jorge Lozano Todd Witsken          | 1. Runde        |

| Nr. | Paarung                       | Erreichte Runde |
| --- | ----------------------------- | --------------- |
| 09. | Darren Cahill Mark Kratzmann  | Viertelfinale   |
| 10. | Pieter Aldrich Danie Visser   | Viertelfinale   |
| 11. | Scott Davis Tim Wilkison      | 2. Runde        |
| 12. | Peter Doohan Laurie Warder    | Viertelfinale   |
| 13. | Eric Jelen Michael Mortensen  | 1. Runde        |
| 14. | Grant Connell Glenn Michibata | 1. Runde        |
| 15. | Jim Courier Pete Sampras      | Achtelfinale    |
| 16. | Brad Drewett Wally Masur      | 2. Runde        |

## Damendoppel

### Setzliste
| Nr. | Paarung                              | Erreichte Runde |
| --- | ------------------------------------ | --------------- |
| 01. | Martina Navratilova Pam Shriver      | Halbfinale      |
| 02. | Laryssa Sawtschenko Natallja Swerawa | Finale          |
| 03. | Jana Novotná Helena Suková           | Sieg            |
| 04. | Patty Fendick Jill Hetherington      | Achtelfinale    |
| 05. | Steffi Graf Gabriela Sabatini        | Viertelfinale   |
| 06. | Gigi Fernández Lori McNeil           | Viertelfinale   |
| 07. | Katrina Adams Zina Garrison          | Viertelfinale   |
| 08. | Elizabeth Smylie Wendy Turnbull      | Achtelfinale    |

| Nr. | Paarung                                 | Erreichte Runde |
| --- | --------------------------------------- | --------------- |
| 09. | Elise Burgin Rosalyn Fairbank-Nideffer  | Achtelfinale    |
| 10. | Isabelle Demongeot Nathalie Tauziat     | 1. Runde        |
| 11. | Jo Durie Mary Joe Fernández             | Rückzug         |
| 12. | Manon Bollegraf Eva Pfaff               | Achtelfinale    |
| 13. | Jenny Byrne Robin White                 | Achtelfinale    |
| 14. | Brenda Schultz Andrea Temesvári-Trunkos | Viertelfinale   |
| 15. | Tine Scheuer-Larsen Catherine Tanvier   | 1. Runde        |
| 16. | Chris Evert Hana Mandlíková             | Achtelfinale    |

## Mixed

### Setzliste
| Nr. | Paarung                          | Erreichte Runde |
| --- | -------------------------------- | --------------- |
| 01. | Jana Novotná Jim Pugh            | Sieg            |
| 02. | Jill Hetherington Ken Flach      | 1. Runde        |
| 03. | Betsy Nagelsen Rick Leach        | Halbfinale      |
| 04. | Lori McNeil Robert Seguso        | Halbfinale      |
| 05. | Elizabeth Smylie John Fitzgerald | 2. Runde        |
| 06. | Zina Garrison Sherwood Stewart   | Achtelfinale    |
| 07. | Gigi Fernández Patrick McEnroe   | Achtelfinale    |
| 08. | Hana Mandlíková Mark Woodforde   | 2. Runde        |

| Nr. | Paarung                               | Erreichte Runde |
| --- | ------------------------------------- | --------------- |
| 09. | Rosalyn Fairbank Danie Visser         | Achtelfinale    |
| 10. | Elise Burgin Peter Doohan             | Achtelfinale    |
| 11. | Robin White Robert Van’t Hof          | 2. Runde        |
| 12. | Manon Bollegraf Tom Nijssen           | Achtelfinale    |
| 13. | Catherine Suire Jorge Lozano          | 2. Runde        |
| 14. | Jenny Byrne Mark Kratzmann            | Finale          |
| 15. | Elna Reinach Pieter Aldrich           | 1. Runde        |
| 16. | Tine Scheuer-Larsen Michael Mortensen | Achtelfinale    |